# Uzabilitate
Uzabilitatea unei pagini de internet sau a oricărui alt sistem reprezintă eficiența și ușurința folosirii lui spre satisfacția utilizatorilor.
Conform definiției lui Jakob Nielsen, uzabilitatea este un atribut calitativ care se referă la cât de ușor poate fi folosit un lucru; mai exact, se referă la cât de repede pot învăța oamenii să folosească ceva, cât de eficienți sunt atunci când o fac, cât de memorabilâ este experienșa, cât sunt de predispuși la erori și cât de multă satisfacție obțin comparabil cu așteptările lor.
În cazul unei pagini web, un procent mare din erorile de concepție care vor apărea în infrastructura unui site pot fi evitate dacă se apelează la un expert în uzabilitate. Studiul de uzabilitate are rolul de a indica punctele slabe dintr-un site. Prin corectarea lor se obțin îmbunătățiri în ceea ce privește navigabilitatea siteului, satisfacția vizitatorilor, numărul erorilor ce pot apărea etc.